# همفري غيلبرت
همفري غيلبرت (2 يونيو 1886 - 19 يوليو 1960) (بالإنجليزية: Humphrey Gilbert)‏ هو لاعب كريكت بريطاني (وحمل سابقاً جنسية المملكة المتحدة لبريطانيا العظمى وأيرلندا). شارك مع منتخب إنجلترا للكريكت.

## وصلات خارجية
- همفري غيلبرت على موقع إي آس بي آن كريك إنفو (الإنجليزية)